# 일본긴귀박쥐
일본긴귀박쥐(Plecotus sacrimontis)는 애기박쥐과에 속하는 박쥐의 일종이다. 일본의 토착종으로 홋카이도와 혼슈 그리고 시코쿠에서 발견된다. 특이하게 긴 귀를 갖고 있다. 이전에는 토끼박쥐(Plecotus auritus)의 아종으로 간주했지만, 유전학 분석을 통해 이제는 별도의 종(Plecotus sacrimontis)으로 분류하고 있다.

## 특징
일본긴귀박쥐는 진한 색과 희미한 색의 두 종류로 나눌 수도 있지만, 두 종류 모두 회색이 지배적인 색이다. 귀가 머리보다 상당히 크다.

## 서식지
동굴과 터널, 건물 등에서 서식한다. 출산을 위한 암컷 무리가 4월부터 8월 사이에 발견된다.